# Egerton Cecil
Egerton Dodge Cooper Cecil (4 de julho de 1853 - 25 de setembro de 1928) era um jogador de críquete inglês. Ele era um batedor destro que jogou pelo Hampshire .
Cecil fez sua única aparição de primeira classe durante a temporada de 1875 pelo Hampshire contra o Kent . Cecil marcou 4 corridas em suas únicas entradas, nas quais bateu e arremessou três overs sem postigo durante as entradas de Kent. Cecil foi aposentado ausente no segundo turno de Hampshire.
Cecil morreu em Mortlake, Surrey, em 25 de setembro de 1928.

## Família
O irmão de Cecil, Aubrey Cecil, também representou Hampshire em uma única partida de primeira classe em 1876.